# MARPAT

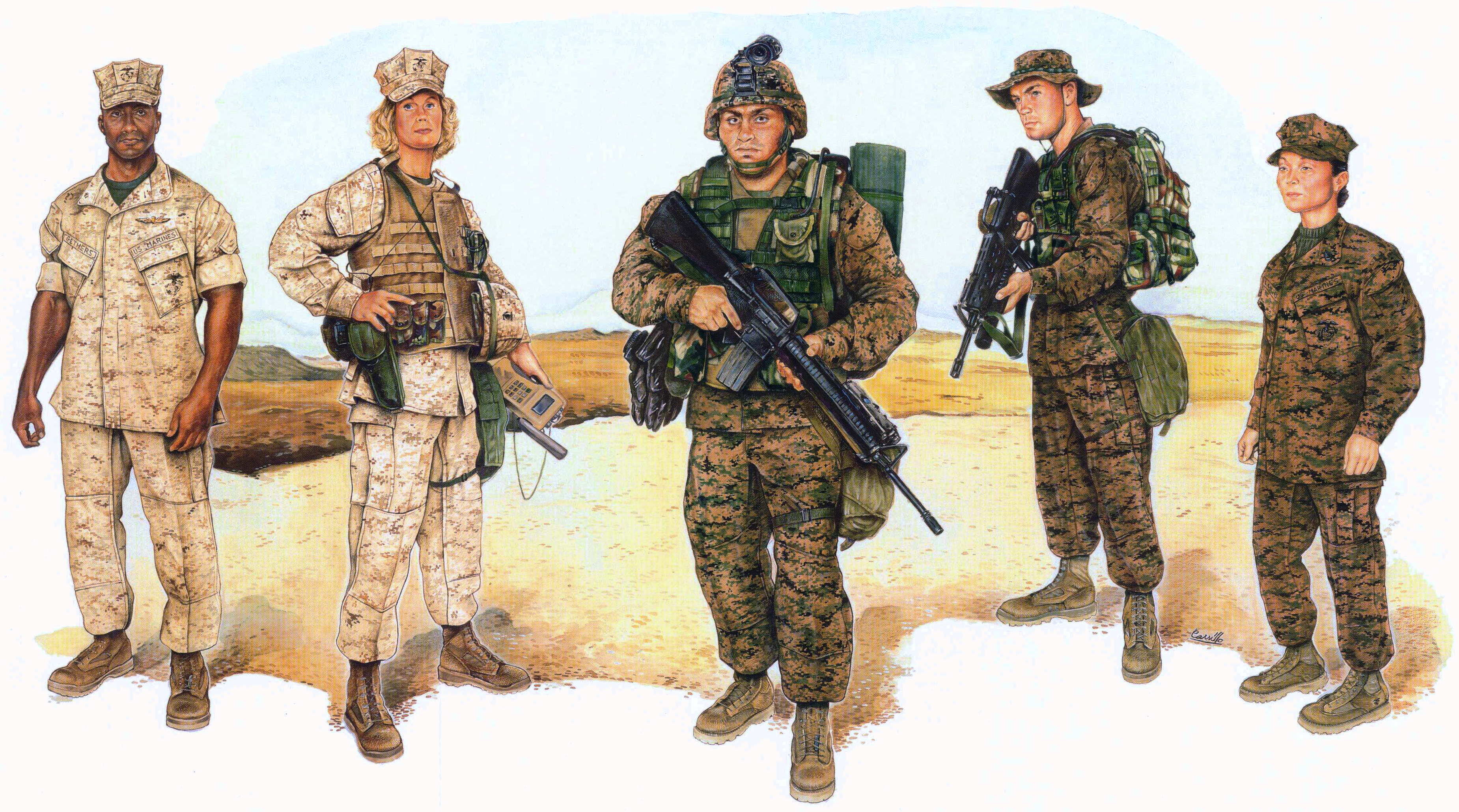
Dessin de 2003 représentant l'uniforme de combat du corps des Marines (Marine Corps Combat Utility Uniform) dans une variante de camouflage désert et woodland.s

Le MARPAT (abréviation de Marine pattern) est un motif de camouflage militaire à plusieurs échelles utilisé par le Corps des Marines des États-Unis (US Marine Corps), conçu en 2001 et introduit de fin 2002 à début 2005 avec l'uniforme Marine Corps Combat Utility Uniform (MCCUU), qui a remplacé le Camouflage Utility Uniform. Son design et son concept sont basés sur le motif canadien CADPAT. Le motif est formé de petits pixels rectangulaires de couleur. En théorie, il s'agit d'un camouflage beaucoup plus efficace que les uniformes standard, car il imite les textures pommelées et les limites rugueuses que l'on trouve dans les environnements naturels. Il est également connu sous le nom de "motif numérique" ou "digi-cammies" en raison de son micro-motif (pixels) plutôt que de l'ancien macro-motif (grosses taches).
Le gouvernement des États-Unis a breveté le MARPAT, y compris les détails de sa fabrication. En vertu de la réglementation, le motif et les articles qui l'intègrent, tels que le sac à dos MCCUU et ILBE, ne peuvent être fournis que par des fabricants autorisés et ne peuvent être vendus dans le commerce, bien que des imitations soient disponibles, telles que "Digital Woodland Camo" (camouflage numérique des bois) ou "Digital Desert Camo" (camouflage numérique du désert).
Le MARPAT a également été choisi parce qu'il identifie distinctement ses porteurs comme des Marines aux yeux de leurs adversaires, tout en les aidant à rester dissimulés. C'est ce qu'a démontré un porte-parole des Marines lors du lancement de MARPAT, en déclarant : "Nous voulons être immédiatement reconnus comme des Marines par leurs adversaires : "Nous voulons être immédiatement reconnus comme une force avec laquelle il faut compter. Nous voulons qu'ils nous voient arriver à un kilomètre dans nos nouveaux uniformes". C'est pourquoi le corps des Marines des États-Unis restreint l'utilisation du camouflage, empêchant son utilisation dans la plupart des autres divisions de l'armée américaine, à l'exception de certains éléments de l'US Navy (Marine américaine.

## Développement

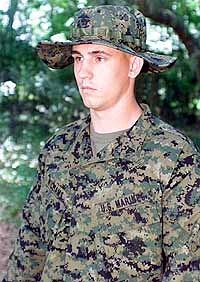
Un Marine américain présentant la MCCUU avec le MARPAT forêt (woodland) en 2001.

MARPAT a été conçu par Timothy O'Neill, Anabela Dugas, Kenneth G. Henley, John Joseph Heisterman, Jr, Luisa DeMorais Santos , Gabriel R. Patricio  et Deirdre E. Townes.
L'idée d'utiliser des échantillons de couleur miniatures plutôt que de grandes taches n'est pas nouvelle. Pendant la Seconde Guerre mondiale, les troupes allemandes ont utilisé divers motifs similaires à l'actuel Flecktarn allemand, qui consistait à appliquer de petites touches de couleur sur un uniforme pour le camoufler.
Les Forces canadiennes ont développé à l'origine le modèle appelé CADPAT, sur lequel MARPAT a été basé. L'équipe de conception de Timothy O'Neill, de l'USMC, chargée de ce processus, avec l'aide de Kenneth G. Henley, puis de John Joseph Heisterman, Jr (tous deux tireurs d'élite des Marines américains en service actif), a examiné plus de 150 motifs de camouflage différents avant de sélectionner trois échantillons qui répondaient à leurs objectifs initiaux. Il s'agissait de deux versions de Tigerstripe et d'un modèle plus ancien de Rhodesian Brushstroke. L'influence du Tigerstripe est encore visible dans la version finale du MARPAT. Ces trois échantillons ont ensuite été reconstruits en utilisant de nouvelles formes et des mélanges de couleurs uniques qui permettraient d'obtenir un uniforme plus efficace dans un grand nombre d'environnements.
Les nouveaux motifs ont ensuite été testés sur le terrain dans différents environnements, de jour comme de nuit, avec une vision nocturne et diverses optiques. MARPAT a obtenu d'excellents résultats lors de l'essai des uniformes mouillés, en vision nocturne et sous éclairage infrarouge, alors que les motifs apparaissent normalement comme un solide. Le brevet MARPAT mentionne les recherches de l'armée américaine sur le camouflage à motifs fractals comme base du MARPAT.
Le motif MARPAT a été choisi parmi sept autres motifs à l'école d'instructeurs de tireurs d'élite de l'USMC.
Le développement préliminaire du MARPAT a débuté en avril 2000, et les essais sur le terrain du motif et de l'UMCM ont commencé en 2001. Le brevet du motif MARPAT a été déposé le 19 juin 2001, tandis que le brevet de l'uniforme MCCUU a été déposé le 7 novembre 2001. Les premiers prototypes du motif MARPAT pour le désert de 2001 étaient gris, alors que le produit fini ne l'était pas.
En 2001, le lieutenant-général Frank Libutti et le sergent-major Stephen Mellinger des Forces des Marines du Pacifique ont été les premiers Marines à porter publiquement l'uniforme, avant que celui-ci ne soit officiellement présenté à Camp Lejeune, en Caroline du Nord, le 17 janvier 2002. En février 2003, des couvre-casques à l'effigie du MARPAT ont commencé à être produits. Le remplacement des BDU et DCU par les MCCU s'est achevé le 1er octobre 2004, un an avant la date initialement prévue en 2001, à savoir le 1er octobre 2005,,,.
L'uniforme MARPAT a été officiellement remis aux candidats officiers de l'OCC-181 à la MCB Quantico et aux recrues de la 3rd BN Mike Company à la MCRD San Diego à la fin de l'année 2002. Il reste à ce jour le modèle d'uniforme standard de l'USMC.
Au total, le processus de développement du MARPAT, du concept à l'achèvement, a duré 18 mois, soit le temps le plus court pour la production d'un motif de camouflage développé par l'armée américaine.

## Dessin et couleurs
Différents ratios et variations de couleurs ont été testés avant que les motifs définitifs ne soient imprimés sur le textile pour les essais sur le terrain. Une version modifiée de la bande tigrée de l'époque de la guerre du Viêt Nam a également fait l'objet d'essais finaux, mais a été éliminée en raison de la supériorité du MARPAT dans tous les environnements. L'objectif du motif numérisé est de créer un "bruit" visuel et d'empêcher l'œil d'identifier des modèles visuels. Ainsi, le motif est censé ne pas s'inscrire comme une forme ou un motif particulier qui pourrait être distingué.
Au départ, trois motifs MARPAT ont été testés : Woodland, Desert et Urban. Tout en conservant les droits pour Urban, seuls les motifs Woodland et Desert ont été adoptés par le corps des Marines pour une utilisation générale, remplaçant le motif U.S. Woodland et le motif U.S. Three-Color Desert pattern. Les sangles et l'équipement portés avec le MARPAT Woodland et le MARPAT Desert sont produits en Coyote Brown, une couleur moyenne commune aux motifs Woodland et Desert. Bien qu'un motif numérique de neige ait également été adopté pour les vêtements d'entraînement par temps froid, il s'agit d'un motif différent de la société canadienne Hyperstealth.
Les vêtements MARPAT authentiques se distinguent par un emblème miniature "Aigle, Globe et Ancre" (Eagle, Globe, and Anchor) incorporé dans le motif au-dessus des lettres "USMC", aussi bien dans les motifs woodland que desert.

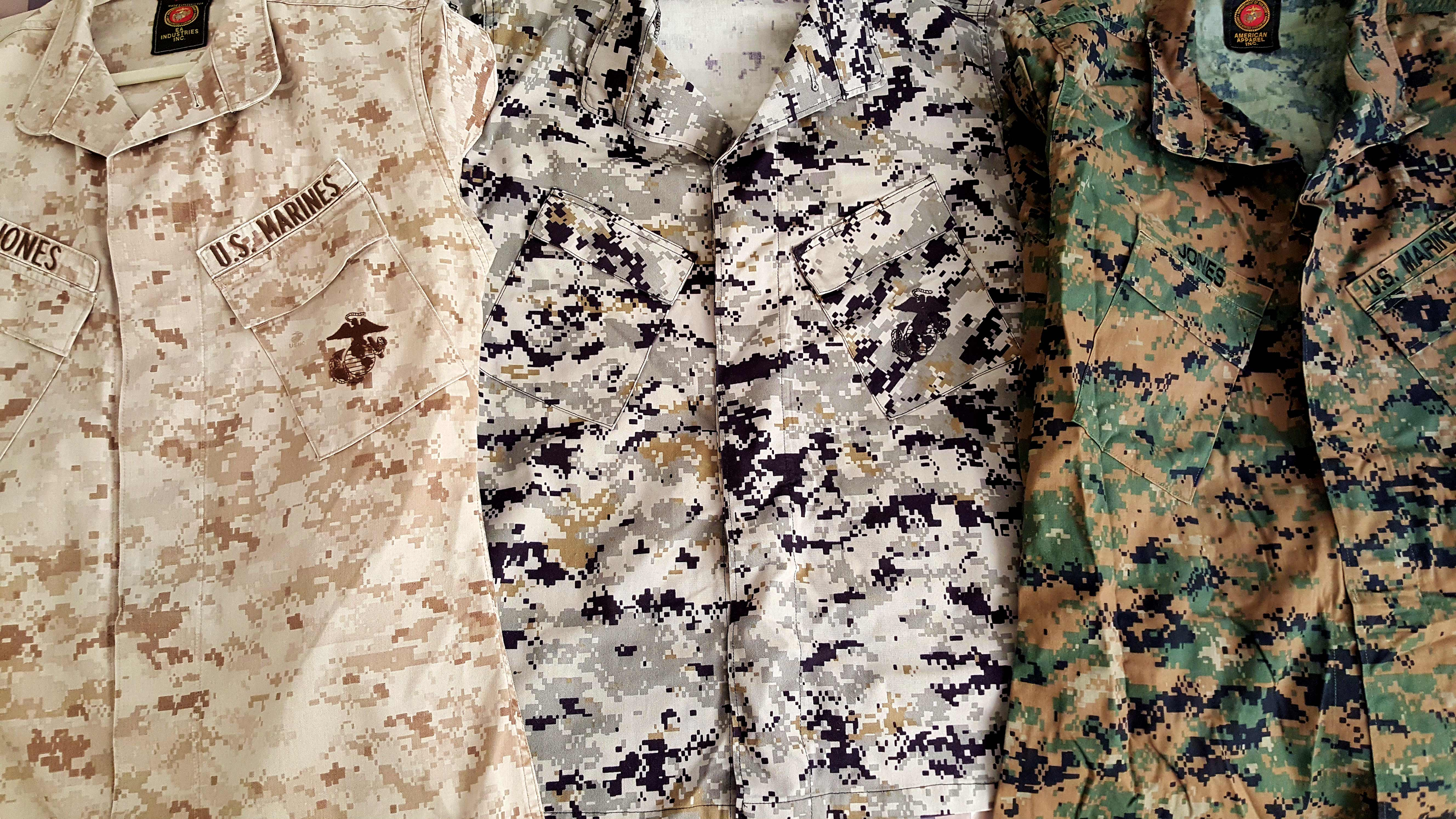
Les trois motifs MARPAT testés : Désert, Urbain et Bois
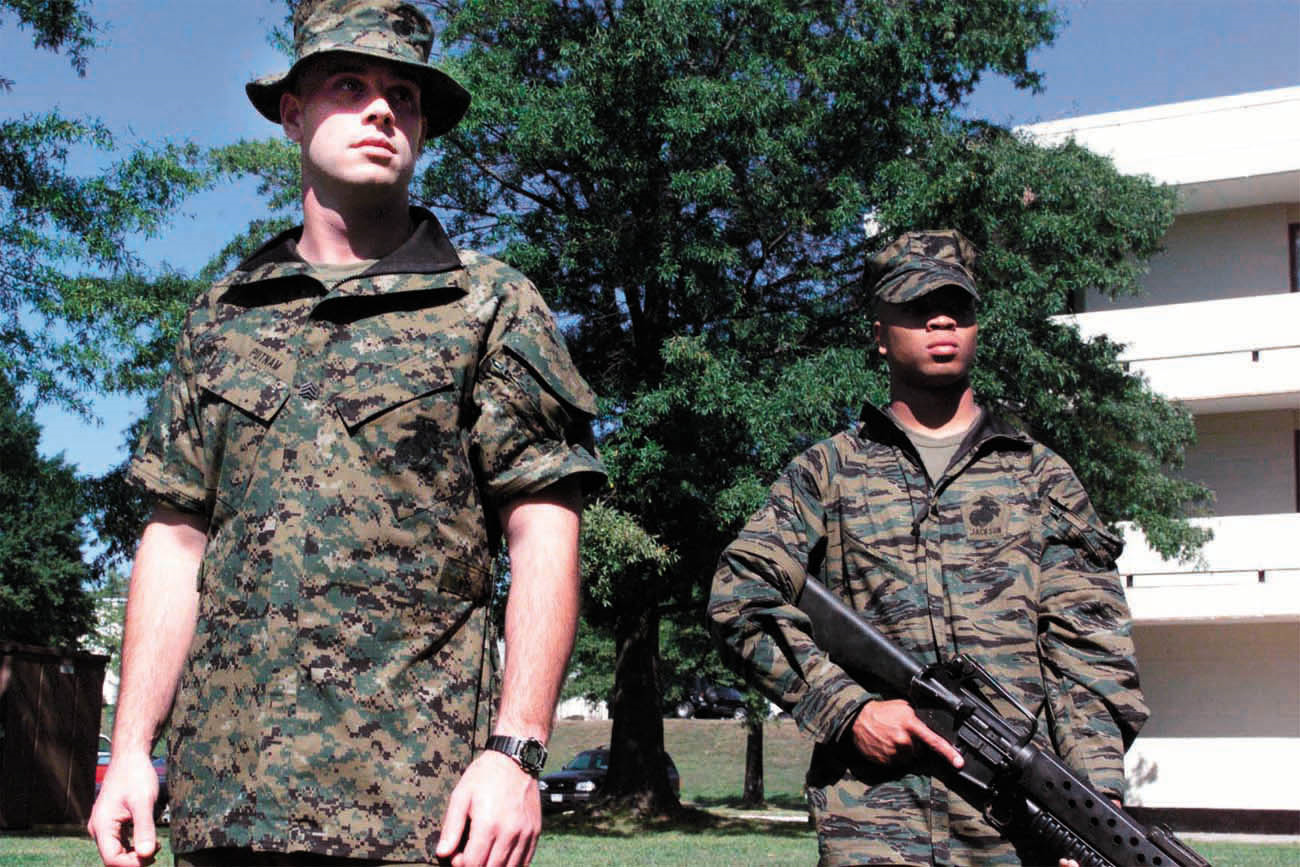
Deux Marines américains testent les premiers prototypes du MCCUU en 2001. Les deux prototypes sont dotés de manches amovibles, une caractéristique qui a été abandonnée par la suite sur la version de production finale. L'uniforme de gauche présente une première version du MARPAT woodland.
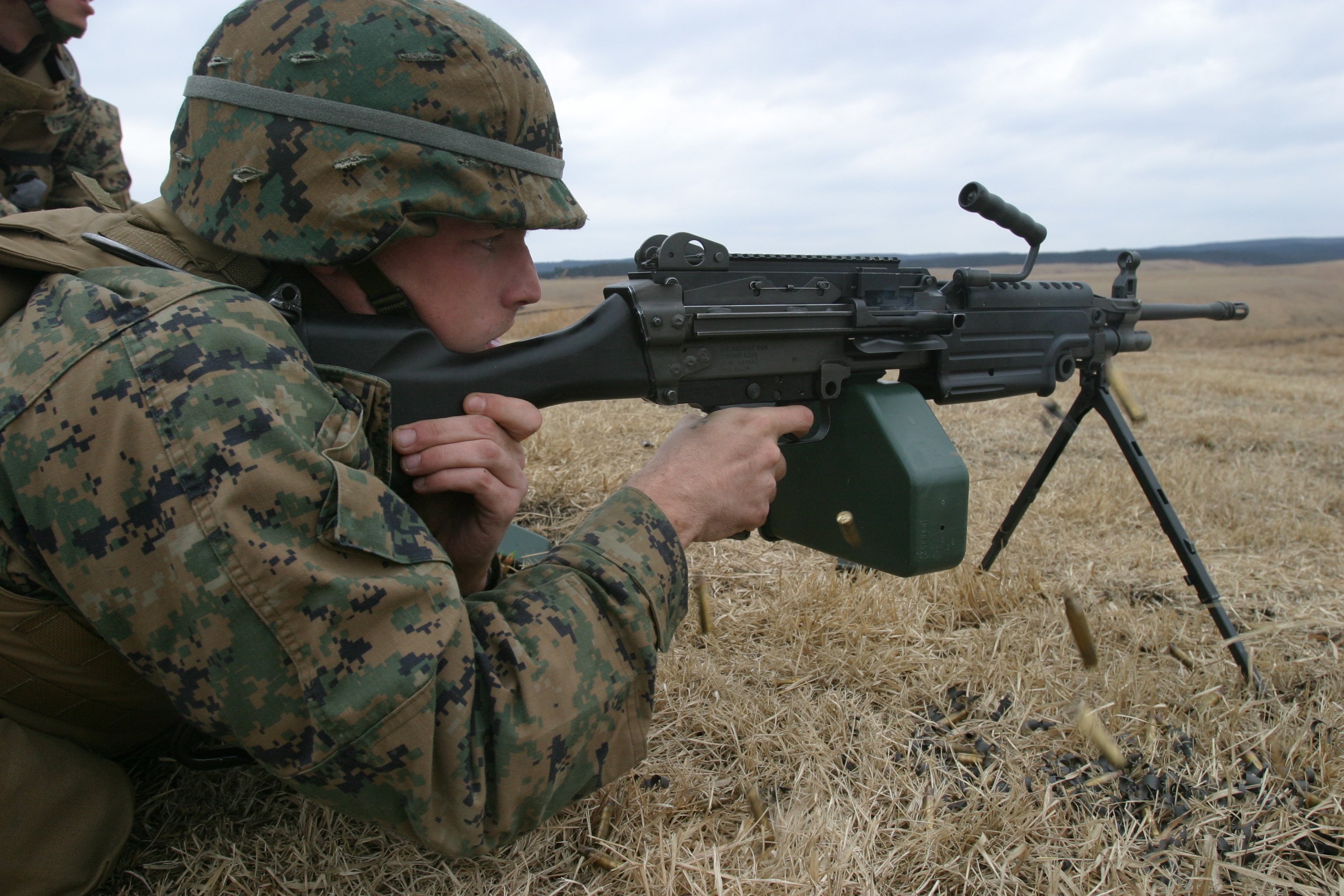
Variante boisée du MARPAT
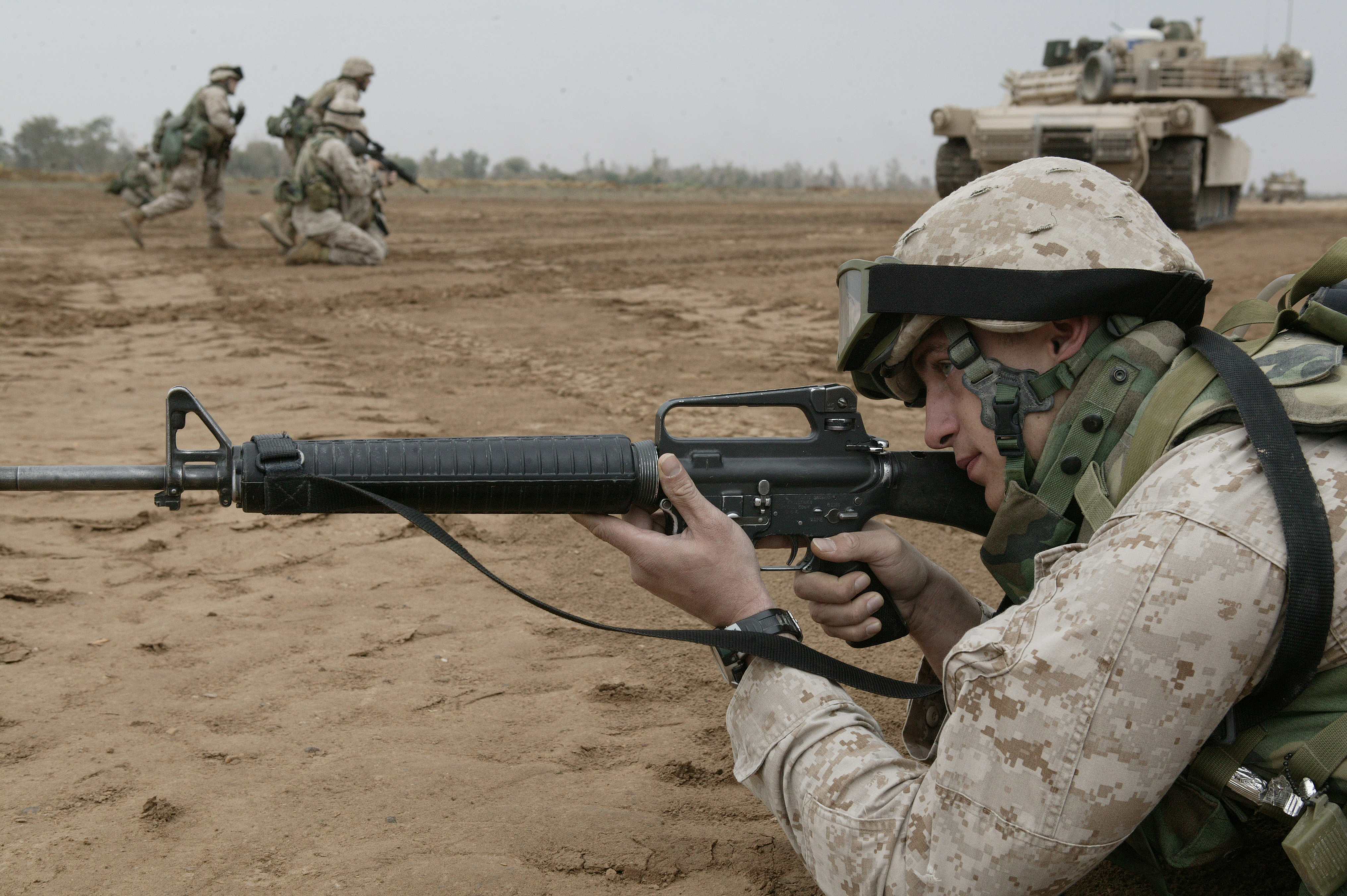
Variante désertique du MARPAT
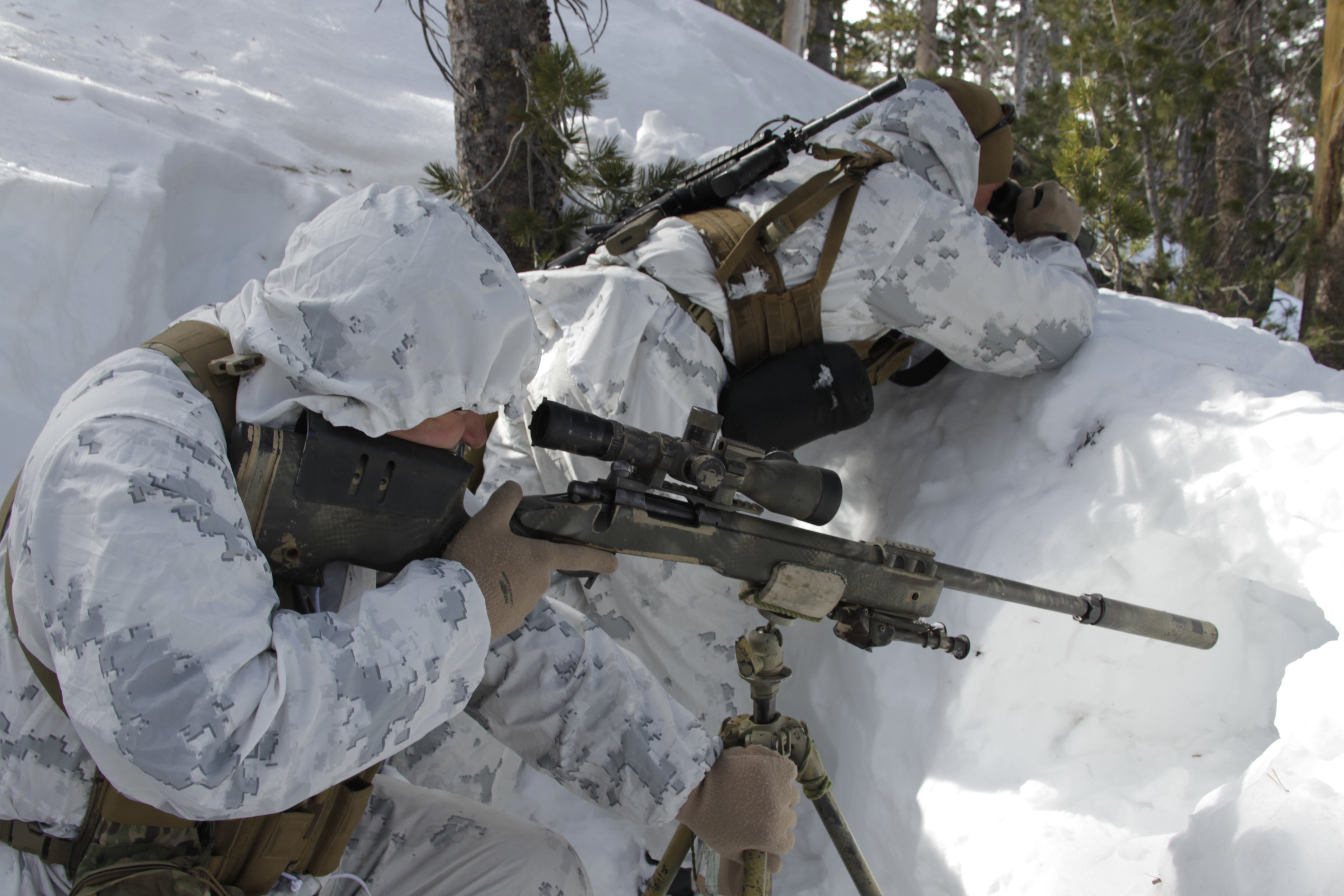
Marines américains portant des vêtements MARPAT à motifs de neige au centre d'entraînement à la guerre de montagne.

## Modèles similaires

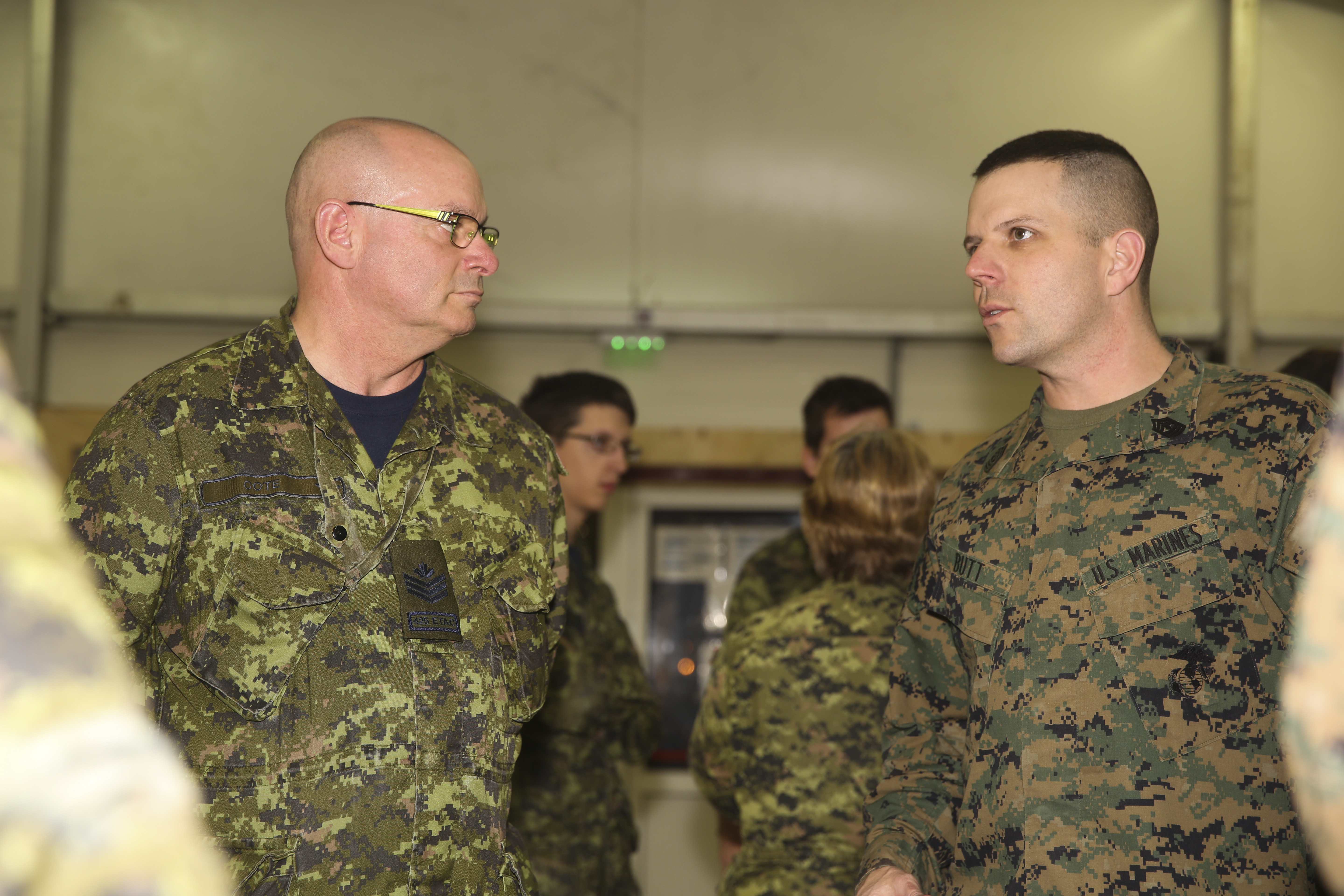
Un aviateur canadien en CADPAT (à gauche) ; un marine américain habillé en MARPAT

Le MARPAT est esthétiquement similaire au CADPAT des Forces canadiennes, qui a été développé pour la première fois dans les années 1990.
L'US Army a utilisé les mêmes formes pour concevoir son motif de camouflage universel (Universal Camouflage Pattern - UCP), qui utilise un schéma de trois couleurs beaucoup plus pâles, à savoir le vert sauge, le gris et le sable, pour l'uniforme de combat de l'US Army (Army Combat Uniform - ACU). Après avoir soulevé de sérieuses questions quant à son efficacité, l'US Armya adopté en 2015 le motif de camouflage opérationnel "Scorpion W2", qui a été entièrement mis en œuvre d'ici 2019.
L'US Air Force a conçu son propre Airman Battle Uniform (ABU) en utilisant un motif standard de bandes tigrées et une légère variation de la palette de couleurs de l'ACU. Cet uniforme a également été remplacé par l'uniforme OCP d'ici 2021.

Un Marine américain portant le Desert MARPAT (à gauche) et un policier irakien portant le Navy Working Uniform Type I (à droite), qui n'est plus utilisé.

Fin 2008, la US Navy a annoncé l'approbation d'un uniforme de travail numérique de type BDU. L'uniforme de travail de la marine (Navy Working Uniform - NWU) a été choisi par les marins interrogés pour son uniformité et sa longévité, tandis que le motif bleu-gris-noir de type I a été conçu à des fins esthétiques plutôt que de camouflage pour les dissimuler en mer. En janvier 2010, l'US Navy a commencé à envisager de nouveaux modèles d'uniformes de travail modifiés à partir de MARPAT, avec un modèle de type II pour le désert et un modèle de type III pour la forêt (Woodland). Le motif Woodland était en fait une coloration antérieure du schéma MARPAT, qui n'a pas été adoptée à la suite des essais de l'USMC. Ces motifs sont globalement plus foncés que leurs équivalents MARPAT respectifs, modifiés avec des nuances de couleurs différentes. Ils ont été introduits parce que le motif bleu et gris de type I n'était pas destiné à un environnement tactique (le Battle Dress Uniform en Woodland M81 et le Desert Camouflage Uniform étaient encore utilisés à cette fin jusqu'à ce que les motifs de type II et III soient introduits). Les réactions négatives des Marines, y compris une objection de l'ancien commandant James T. Conway, ont conduit à des restrictions lors de la publication du NAVADMIN 374/09. Le modèle de type II est réservé au personnel de la guerre spéciale navale lors des déploiements, tandis que le NWU de type III est l'uniforme de travail standard à terre pour tout le personnel naval à compter du 1er octobre 2019. L'uniforme bleu et gris de type I a été supprimé.
L'ARMPAT, une version arménienne du modèle MARPAT, est actuellement utilisée par les Forces armées arméniennes et les Forces armées du Haut-Karabagh. Il a le même design que le MARPAT, mais avec des jeux de couleurs différents.

## Utilisateurs
- Argentine: Versions tempérées et désertiques utilisées par l'infanterie de marine argentine et certaines unités de forces spéciales, notamment le SOFG et le groupe de commandos amphibies.[30]
- Bahamas: Utilisé par les soldats du RBDF.[31]
- Bolivia: Versions tempérée et désertique utilisées par certaines unités de l'armée et de la police boliviennes depuis 2013.[32]
- Bosnie-Herzégovine[33]
- Brésil: Utilisé par le BOPE dans les opérations forestières[34].
- Tchad: Clones MARPAT (versions tempérée et boisée) utilisés par les troupes tchadiennes[35]
- Chili: Clones MARPAT utilisés de manière limitée par l'Armée de terre chilienne[36],[37]. Remplacé par le MultiCam à partir de 2021[38].
- Chypre: Clones forestiers utilisés par les forces spéciales chypriotes.[39]
- Équateur: L'Équateur a adopté en 2007 un motif composé de formes noires, vertes et kaki sur fond marron[40].
- Géorgie: C'est le camouflage standard de l'armée géorgienne de 2007 à 2014, avec des versions tempérées et désertiques,[41] utilisée sur les uniformes fabriqués aux États-Unis, lorsqu'elle a été remplacée par le MultiCam. La police géorgienne et les forces paramilitaires l'utilisent encore de manière limitée depuis 2017.[41]
- Haïti: Utilisés par les Forces armées d'Haïti[42].
- Inde:Utilisé par le commando Garud et les Para SF lors d'opérations dans la jungle[43]
- Iran: Clones tempérés de MARPAT utilisés par les forces du Sepah du CGRI.[44]
- Liban: Le MARPAT Woodland  porté par le Régiment commando et le MARPAT du désert porté par le Régiment aéroporté.
- Mongolie: Clones de MARPAT utilisés par le 084e bataillon d'intervention spéciale.[45]
- Myanmar: Utilisé par certaines unités de la Force de défense du peuple à partir de 2022.
- Macédoine du Nord: Utilisé par l'unité spéciale "Tiger"[46]. Utilisé par les officiers de l'Unité de soutien spécial.[47]
- Sainte-Lucie: Clone MARPAT utilisé par les unités de la police royale de Sainte-Lucie.[48]
- Arabie saoudite: troupes saoudiennes[49]. Utilisés par le régiment Al-Afwaj, ministère de l'Intérieur (Arabie saoudite)[50].

### Acteurs non étatiques
- Unités de protection du peuple[51]

## Galerie

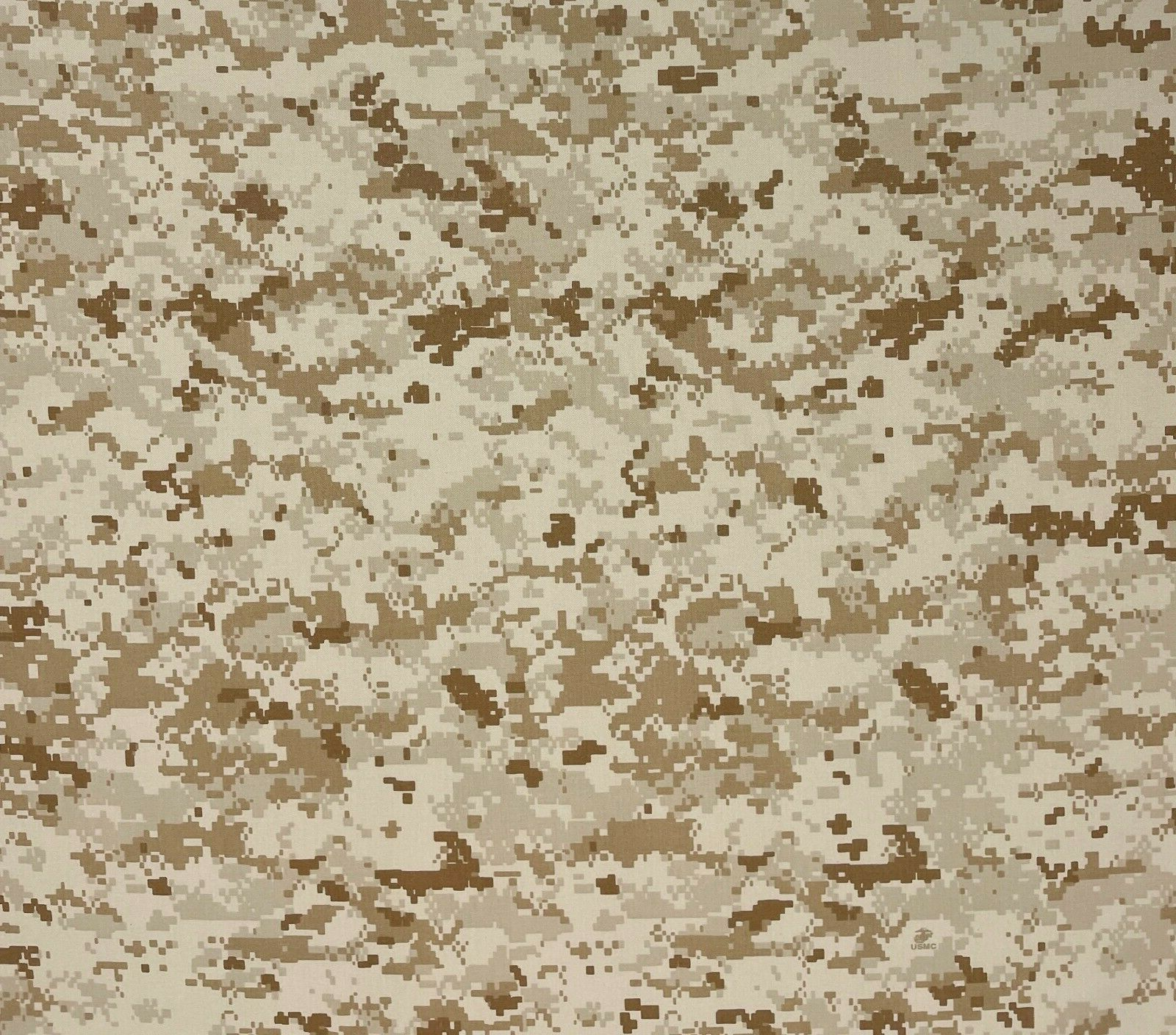
Un échantillon de tissu de 24,66 pouces (626 mm) de large du motif désertique MARPAT
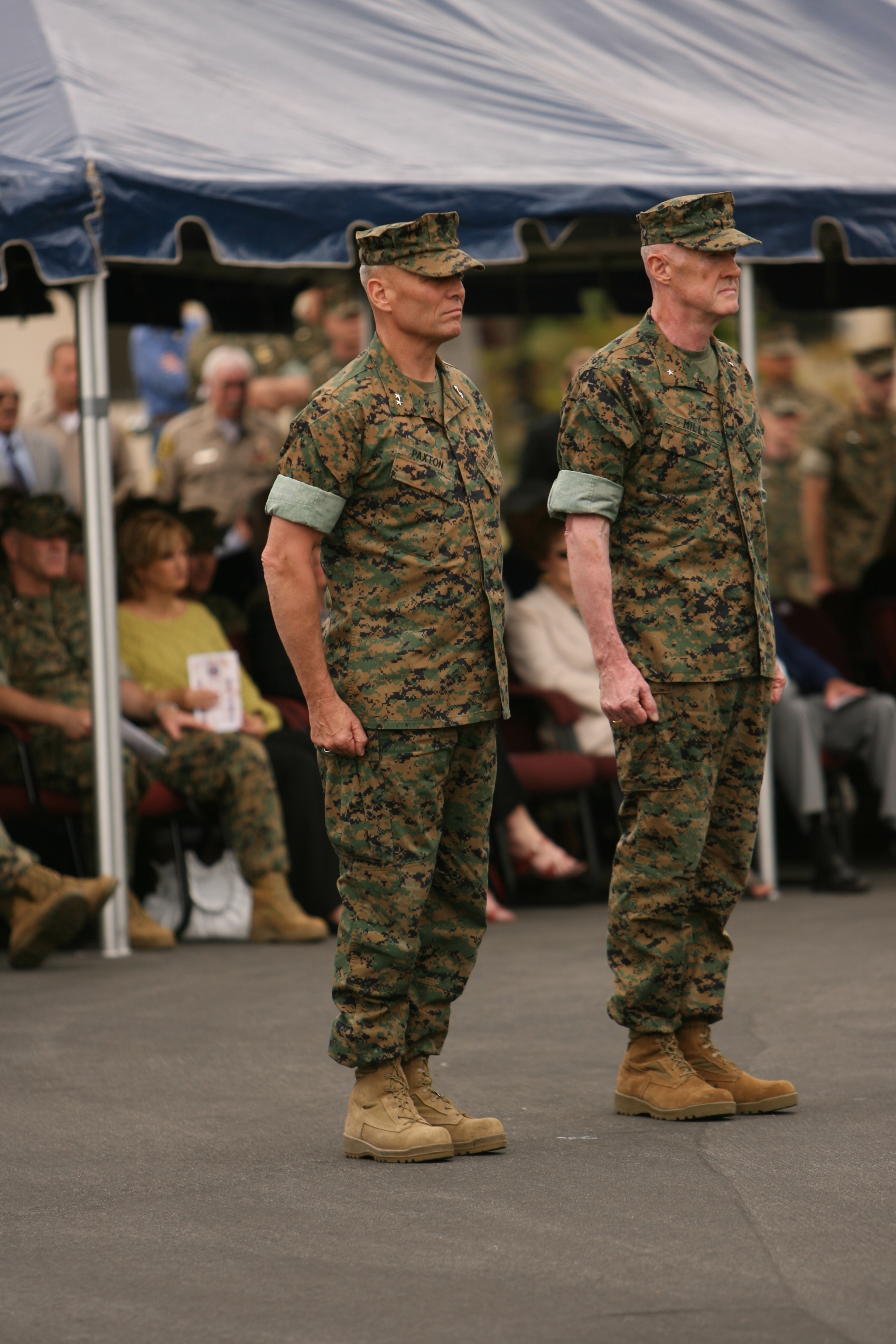
Deux généraux portant des vêtements MARPAT boisé (woodland) lors d'une cérémonie
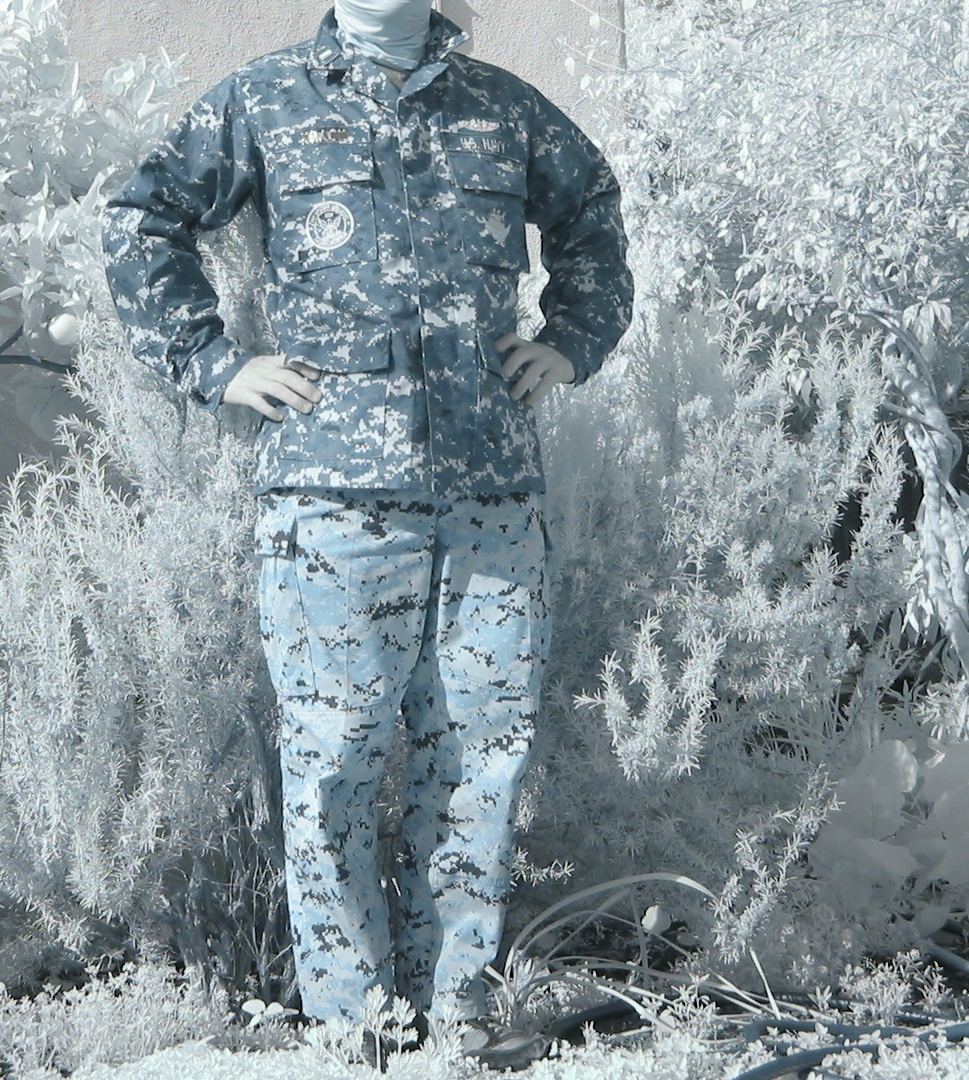
Comparaison dans le proche infrarouge (appareil de vision nocturne à faible luminosité) d'une veste d'uniforme de travail de la marine (Navy Working Uniform) avec un pantalon MARPAT.
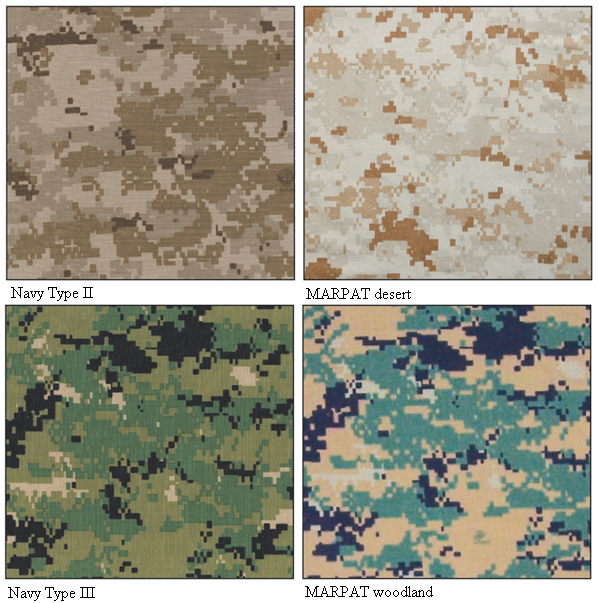
MARPAT comparé aux prototypes NWU de type II et de type III
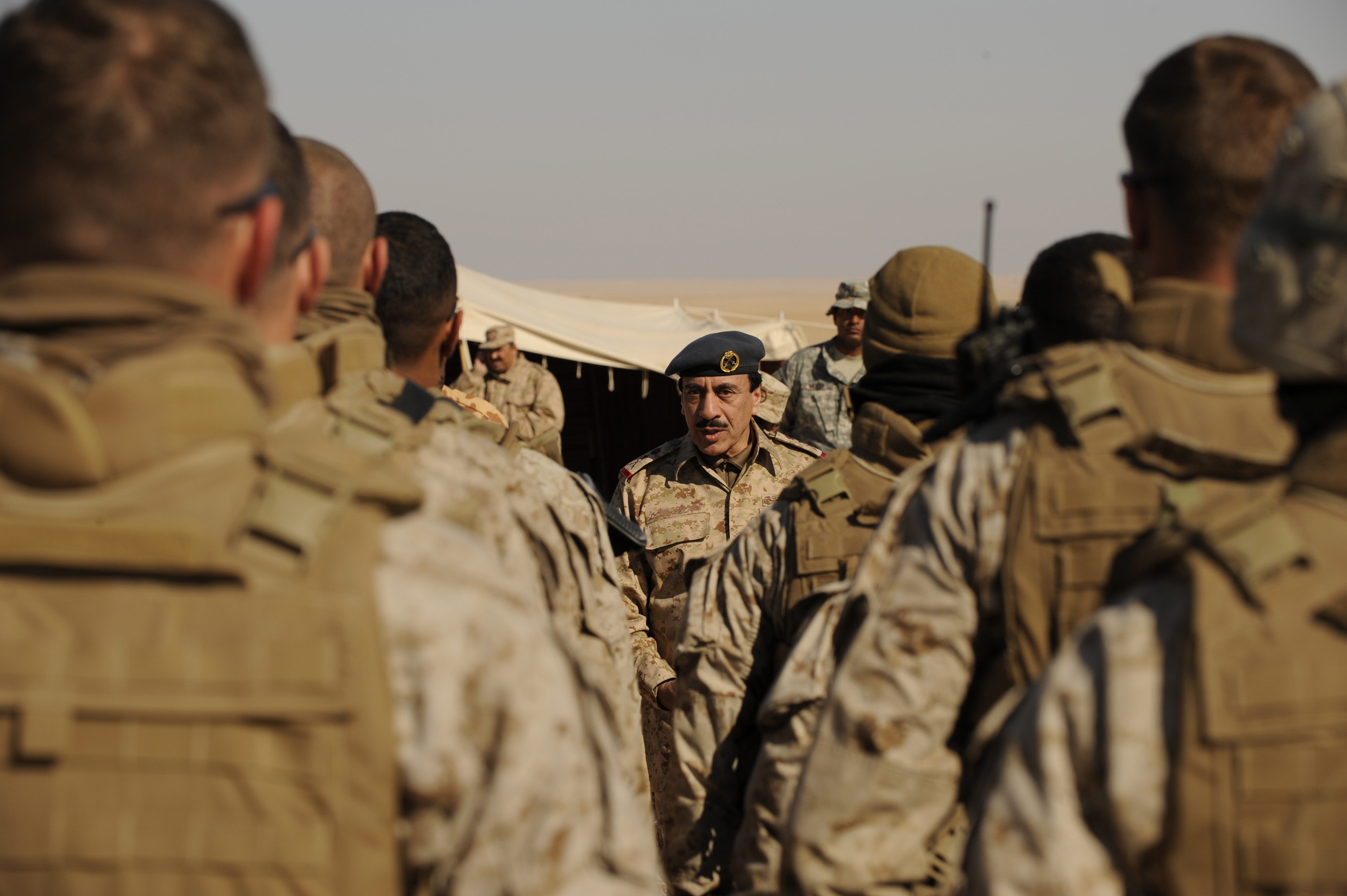
Le maréchal de l'air Fahad Al-Amir, chef d'état-major des forces armées koweïtiennes, s'adresse aux marines de la 26e unité expéditionnaire des marines, qui portent un camouflage similaire à celui du MARPAT.
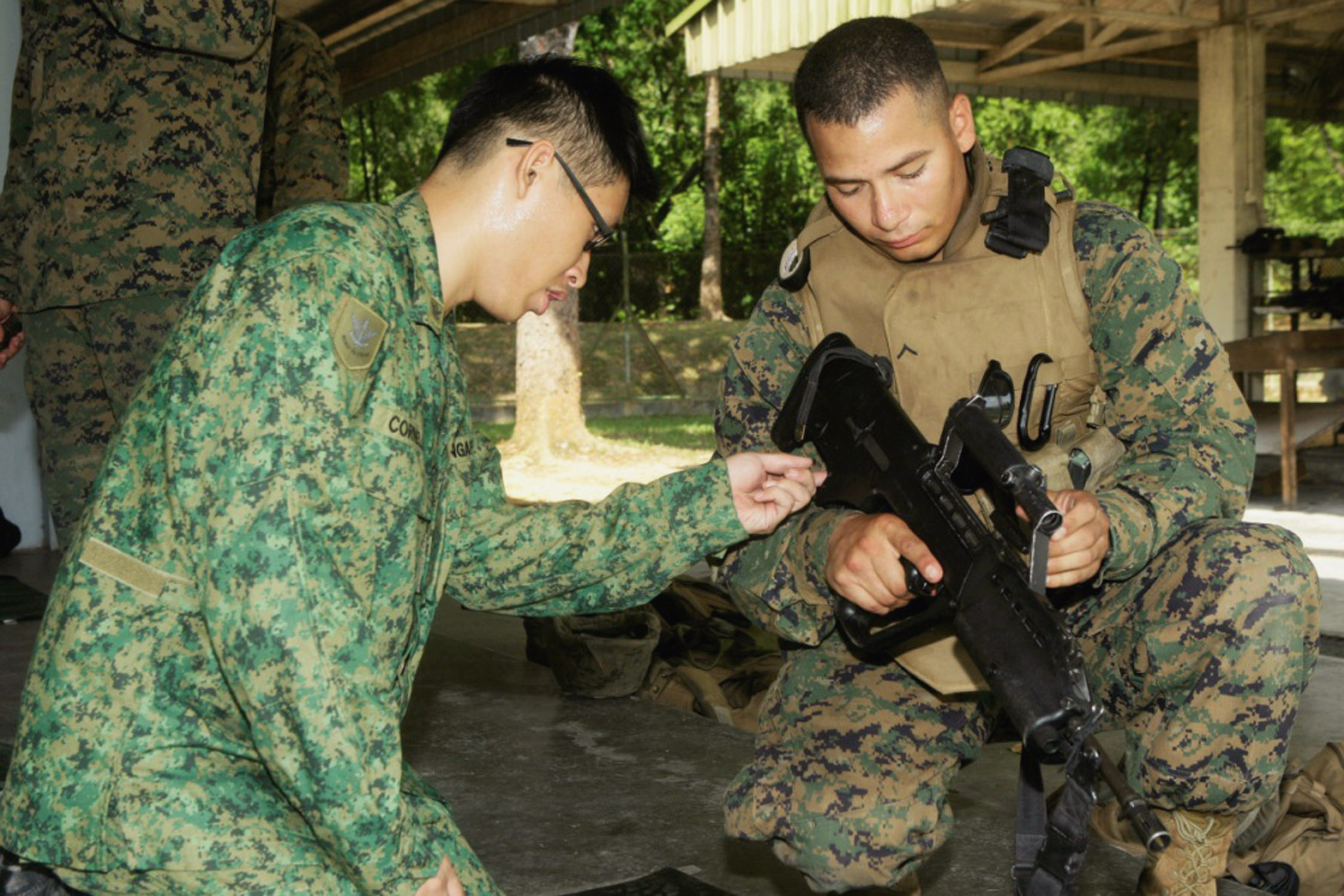
Comparaison du camouflage d'un garde singapourien et d'un Marine américain.

### Bibliography
- Eric H. Larson, Camouflage: International Ground Force Patterns, 1946–2017, Barnsley, Pen & Sword, 2021 (ISBN 9781526739537)
- (en) United States Marine Corps Uniform Board, « Marine Corps Combat Utility Uniform » [archive du 19 septembre 2001], United States Marine Corps Training and Education Command, septembre 2001 (consulté le 19 septembre 2001)
- (en) United States Marine Corps Uniform Board, « Combat Utility Uniform Camouflage Considerations » [archive du 20 septembre 2001], United States Marine Corps Training and Education Command, septembre 2001 (consulté le 20 septembre 2001)
- (en) United States Marine Corps Uniform Board, « Combat Utility Uniform - Conceptual Background » [archive du 19 septembre 2001], United States Marine Corps Training and Education Command, septembre 2001 (consulté le 19 septembre 2001)